# Азул (игра)
Азул ( португалскa реч за плаво ) је апстрактна стратешка друштвена игра са плочицама, коју је дизајнирао Мајкл Кислинг, а објавио Plan B Games 2017. године. Засновано на португалским плочицама званим азулејос, а у Азулу играчи скупљају комплете плочица исте боје које постављају на своју таблу и ређају у пет редова чиме се ствара мозаик. Када се један ред попуни прелази се на нови дезен који се извлачи из банке која се налази на средини табле.

## Опис и правила
Два до четири играча сакупљају плочице да попуне таблу димензија 5к5 квадрата.  Играчи скупљају плочице тако што узимају све плочице једне боје из банке, (врећица која се налази на средини табле) и постављају их у низ, наизменично док се не узму све плочице за ту рунду.  У том тренутку, једна плочица из сваког попуњеног реда прелази на плочу сваког играча 5х5, док се остале плочице у попуњеном реду одбацују.  Свака плочица се бодује на основу тога где је постављена у односу на друге плочице на табли.  Кругови се настављају док најмање један играч не направи низ плочица и попуни скроз своју 5х5 таблу. Додатни поени се додељују на крају игре за сваки комплетан ред или колону и за сваки пример од свих пет плочица исте боје које се сакупе. А поред тога постоје и негативни поени уколико играч не зна где да стави плочицу и склопи мозаик.